# Vesícula extracelular
Las vesículas extracelulares (EV en inglés) son estructuras delimitadas por bicapas lipídicas que se liberan naturalmente de una célula. Las EV varían en diámetro desde casi el tamaño del liposoma unilamelar más pequeño físicamente posible (alrededor de 20-30 nanómetros) hasta 10 micrones o más, aunque la gran mayoría de las EV son más pequeñas que 200 nm. Llevan una carga de proteínas, ácidos nucleicos, lípidos, metabolitos e incluso orgánulos de la célula madre. Se cree que la mayoría de las células que se han estudiado hasta la fecha liberan EV, incluidas algunas células bacterianas, fúngicas y vegetales que están rodeadas por paredes celulares. Se ha propuesto una amplia variedad de subtipos de EV, definidos de diversas formas por tamaño, vía de biogénesis, carga, fuente celular y función, lo que lleva a una nomenclatura históricamente heterogénea que incluye términos como exosomas y ectosomas. 
Se han establecido o postulado numerosas funciones de las EV. La primera evidencia de la existencia de las EV fue posible gracias a la ultracentrifugadora, el microscopio electrónico y los estudios funcionales de la coagulación a mediados del siglo XX. En la primera década del siglo XXI se produjo un fuerte aumento del interés, tras el descubrimiento de que las EV podían transferir ácidos nucleicos como el ARN de una célula a otra. Asociados con las EV de ciertas células o tejidos, los ácidos nucleicos podrían amplificarse fácilmente como marcadores de enfermedad y también podrían rastrearse hasta una célula de origen, como una célula tumoral. El descubrimiento también implicó que las EV podrían usarse con fines terapéuticos, como administrar ácidos nucleicos u otra carga al tejido enfermo. Este creciente interés fue paralelo a la formación de empresas y programas de financiación centrados en el desarrollo de EV como biomarcadores o terapias de enfermedades, la fundación de una Sociedad Internacional de Vesículas Extracelulares (ISEV) y el establecimiento de una revista científica dedicada al campo, la ''Journal of Extracellular Vesicles''. 

## Antecedentes/Historia
La evidencia de la existencia de EV y sus funciones se recopiló por primera vez mediante aplicaciones combinadas de ultracentrifugación, microscopía electrónica y estudios funcionales a mediados del siglo XX. Erwin Chargaff y Randolph West informaron en 1946 que los gránulos ultracentrifugados de plasma sanguíneo tenían propiedades procoagulantes. La derivación plaquetaria y la naturaleza que contiene lípidos de estas partículas fue articulada adicionalmente por Peter Wolf. Casi al mismo tiempo, H. Clarke Anderson y Ermanno Bonucci describieron por separado las propiedades calcificantes de las EV en la matriz ósea.
Aunque las propiedades extracelulares y vesiculares de las EV habían sido reconocidas por numerosos grupos en la década de 1970, el término "vesícula extracelular" se utilizó por primera vez en el título de un manuscrito en 1971. Este estudio de microscopía electrónica del alga flagelada de agua dulce 'Ochromonas danica' informó la liberación de EV de las membranas, incluidas las de los flagelos. Poco después, se observó que las EV se liberaban de las células tiroideas foliculares del murciélago durante el despertar de la hibernación, lo que sugiere la posible participación de las EV en los procesos endocrinos. Los informes de EV en muestras de vellosidades intestinales y, por primera vez, en material de cáncer humano (adenoma) se remontan a publicaciones incluso anteriores que proporcionaron evidencia similar, aunque conclusiones sobre la liberación de EV entonces no había sido dibujado. Las EV también se describieron en suero bovino y medio acondicionado de cultivo celular con distinciones hechas entre "vesículas del cuerpo multivesicular" y "microvesículas". Estos estudios observaron además las similitudes de las EV y los virus envueltos. 
A principios y mediados de la década de 1980, los laboratorios de Stahl and Johnstone forjaron una comprensión más profunda de la liberación de EV a partir de reticulocitos, mientras que también se avanzó en EV desprendidas de células tumorales. La investigación sobre reticulocitos, en particular, mostró que las EV podrían liberarse no solo de la membrana plasmática o la superficie de la célula, sino también mediante la fusión del cuerpo multivesicular con la membrana plasmática. Durante este tiempo, las EV se describieron con muchos nombres, a veces en el mismo manuscrito, como "vesículas desprendidas", "fragmentos de membrana", "vesículas de membrana plasmática", "micro-vesículas/microvesículas", "exosomas" (anteriormente utilizado para elementos móviles y transformadores de ADN en organismos modelo Drosophila y Neurospora), "vesículas de inclusión" y más, o referidos por órgano de origen, como "prostasomas" que se encontró que mejoran la motilidad de los espermatozoides en el semen.
La participación de las EV en las respuestas inmunitarias se hizo cada vez más clara en la década de 1990 con los hallazgos del grupo de Graça Raposo y otros. Un ensayo clínico de EV derivados de células dendríticas se realizó en Francia justo antes del cambio de siglo. Se descubrió que las células del sistema inmunológico eran capaces de transferir proteínas transmembrana a través de EV. Por ejemplo, los correceptores de VIH CCR5 y CXCR4 podrían transferirse de una célula susceptible al VIH a una célula refractaria mediante "micropartículas", lo que haría que la célula receptora fuera permisiva a la infección.
A partir de 2006, varios laboratorios informaron que las EV contienen ácidos nucleicos y tienen la capacidad de transferirlos de una célula a otra. Incluso se descubrió que algunos ARN funcionaban en la célula receptora. Ya sea que transporten ARN, moléculas de superficie u otros factores, la participación de las EV en la progresión del cáncer despertó un interés considerable, lo que llevó a la hipótesis de que las EV específicos podrían apuntar a células específicas debido a los "códigos" mostrados en su superficie; crear o mejorar un nicho metastásico; delatar la presencia de cánceres específicos; o utilizarse como terapia para atacar las células cancerosas. Mientras tanto, se lograron avances en la comprensión de la biogénesis y los subtipos de vesículas.
El rápido crecimiento de la comunidad de investigación de EV a principios de la década de 2000 llevó a la creación de la Sociedad Internacional de Vesículas Extracelulares (ISEV), que ha liderado los esfuerzos por el rigor y la estandarización en el campo, incluido el establecimiento de la Revista de Vesículas Extracelulares. También se ha formado una gran cantidad de sociedades de EV nacionales y regionales. En 2012, la Oficina del Director de los Institutos Nacionales de Salud de EE. UU. . (NIH) anunció un programa para la financiación de estudios de EV y ARN extracelular, el Consorcio de Comunicación de ARN Extracelular (ERCC), que posteriormente invirtió> USD 100 millones en investigación de EV. En 2018 se anunció una segunda ronda de financiación. La inversión comercial en diagnóstico y terapéutica de EV también creció durante este tiempo. Exosome Diagnostics ha desarrollado varios ensayos de diagnóstico de cáncer basados en parte en EV RNA. Codiak Biosciences es una empresa con propiedad intelectual en el espacio del cáncer de páncreas.

## Biogénesis y nomenclatura
Se han propuesto diversos subtipos de EV, con nombres como ectosomas, microvesículas, micropartículas, exosomas, oncosomas, cuerpos apoptóticos y más. Estos subtipos de EV se han definido mediante varias definiciones, a menudo superpuestas, basadas principalmente en la biogénesis (vía celular, identidad celular o tisular, condición de origen). Sin embargo, los subtipos de EV también pueden definirse por tamaño, moléculas constituyentes, función o método de separación. Debido a las definiciones desconcertantes y a veces contradictorias de los diferentes subtipos de EV, el consenso científico actual es que la nomenclatura preferida es “vesícula extracelular” y las variaciones de la misma, a menos que se pueda demostrar un origen biogenético específico. Los subtipos de las EV pueden definirse por:

"a) physical characteristics of EVs, such as size (“small EVs” (sEVs) and “medium/large EVs” (m/lEVs), with ranges defined, for instance, respectively, <100nm or <200nm [small], or >200nm [large and/or medium]) or density (low, middle, high, with each range defined); b) biochemical composition (CD63+/CD81+- EVs, Annexin A5-stained EVs, etc.); or c) descriptions of conditions or cell of origin (podocyte EVs, hypoxic EVs, large oncosomes, apoptotic bodies)."
a) características físicas de las EV, como el tamaño ("EV pequeños" (sEV) y "EV medianos/grandes" (m/lEV), con rangos definidos, por ejemplo, respectivamente, <100 nm o <200 nm [pequeño], o > 200 nm [grande y/o media]) o densidad (baja, media, alta, con cada rango definido); b) composición bioquímica (EV CD63 +/CD81 + -, EV teñidos con Anexina A5, etc.); o c) descripciones de condiciones o células de origen (EV de podocitos, EV hipóxicos, oncosomas grandes, cuerpos apoptóticos).

### Ectosomas/microvesículas/micropartículas (origen de la membrana plasmática)
Los términos "ectosoma", "microvesícula" (MV) y "micropartícula" (MP) se refieren a partículas liberadas de la superficie de las células. Especialmente en el campo de la investigación de plaquetas, MP ha sido la nomenclatura estándar. La formación de ectosomas puede resultar en algunos casos de procesos dirigidos, y en otros de fuerzas de cizallamiento o adherencia del PM a una superficie. 

### Exosomas (origen endosómico)
La biogénesis del exosoma comienza con el "pellizco" de las invaginaciones endosómicas en el cuerpo multivesicular (MVB en inglés), formando vesículas intraluminales (ILV en inglés). Si el MVB se fusiona con la membrana plasmática, las ILV se liberan como "exosomas". La primera publicación en utilizar el término "exosoma" para EV lo presentó como sinónimo de "micro-vesícula". El término también se ha utilizado para EV dentro de rangos de tamaño específicos, EV separadas mediante métodos específicos o incluso todos las EV.

### Cuerpos apoptóticos
Los cuerpos apoptóticos son EV que son liberados por células moribundas que sufren apoptosis. Dado que las células apoptóticas tienden a mostrar fosfatidilserina (PS) en la bicapa exterior de la membrana celular, los cuerpos apoptóticos tienden a exteriorizar la PS, aunque otros EV también pueden hacerlo. Los cuerpos apoptóticos pueden ser bastante grandes (micrones de diámetro) pero también pueden medir en el rango submicrónico.

### Grandes oncosomas y otros EV muy grandes
Además de las EV muy grandes liberados durante la apoptosis, las células cancerosas, las neuronas y otras células pueden producir EV del tamaño de una micra. Cuando son producidas por células cancerosas, estas partículas se denominan "oncosomas grandes" y pueden alcanzar 20 micrones o más de diámetro. Estas grandes EV son prácticamente células excepto sin núcleos completos. Contienen un citoesqueleto funcional y fuentes de energía (mitocondrias) y pueden ser móviles, contribuyendo a la metástasis. Otra clase de EV grande se ha observado en neuronas del organismo modelo C. elegans. Cuando se inyecta con un tinte, se observó que las neuronas secuestran el tinte en una parte de la célula y lo liberan en un EV grande denominado "exofera". Se planteó la hipótesis de que este cuerpo era un mecanismo para la eliminación de material celular no deseado. Técnicamente, las plaquetas de ciertos vertebrados (que brotan de megacariocitos, así como los glóbulos rojos (por ejemplo, de humanos adultos) también cumplen la definición de consenso de EV.

### Exófero
Los exóferos son una clase de vesículas extracelulares (EV) grandes, de aproximadamente 4 micrones (μm) de diámetro, observados en organismos desde Caenorhabditis elegans hasta ratones. Las neuronas secuestran las proteínas agregantes en una porción de la célula y las liberan dentro de una EV grande llamado exófero. Se supone que son un mecanismo para la eliminación de material celular no deseado, agregados de proteínas y orgánulos dañados. Los exóferos pueden permanecer conectados al cuerpo celular mediante un filamento membranoso delgado que se asemeja a un nanotubo de túnel.

Los cardiomiocitos, liberan componentes dañados fuera de la célula dentro de los exóferos, que son capturados por una red de macrófagos que viven en el tejido cardiaco.

### Virus envueltos
Los virus envueltos son un tipo de EV producido bajo la influencia de una infección viral. Es decir, el virión está compuesto por membranas celulares pero contiene proteínas y ácidos nucleicos producidos a partir del genoma viral. Algunos virus envueltos pueden infectar otras células incluso sin un virión funcional, cuando el material genómico se transfiere a través de EV. Ciertos virus no envueltos también pueden reproducirse con la ayuda de EV.

### Exómeros
El "exómero" es un tipo de partícula recientemente descubierto que puede estar relacionado con las EV en el rango de tamaño de las EV pequeños (separados por el fraccionamiento asimétrico de flujo campo-flujo), la relación de los exómeros con las EV queda por dilucidar.

## Separación y concentración de EV
El estudio de las EV y su carga generalmente requiere la separación de una matriz biológica (como un fluido o tejido complejo) para que se puedan analizar los componentes exclusivos de las EV. Se han utilizado muchos enfoques, que incluyen ultracentrifugación diferencial, ultracentrifugación en gradiente de densidad, cromatografía de exclusión por tamaño, ultrafiltración y métodos de captura por afinidad/inmunoafinidad. Cada método tiene sus propios resultados de recuperación y pureza: es decir, qué porcentaje de EV de entrada se obtiene y la proporción de componentes EV "verdaderos" a co-aislamientos. La separación EV también puede verse influenciada por variables preanalíticas.

## Caracterización de las EV

### Análisis de EV a nivel de población
Las poblaciones de EV separadas o concentradas pueden caracterizarse por varios medios. Concentración total de moléculas en categorías como proteína, lípido o ácido nucleico. Los recuentos de partículas totales en una preparación también se pueden estimar, por ejemplo, mediante técnicas de dispersión de luz. Cada tecnología de medición puede tener un rango de tamaño específico para una cuantificación precisa, y muchas tecnologías no detectan EV muy pequeños (<100 nm de diámetro). Las "huellas dactilares" moleculares de poblaciones se pueden obtener mediante tecnologías "ómicas" como proteómica, lipidómica y RNomics, o mediante técnicas como la espectroscopia Raman. Los niveles generales de moléculas únicas también se pueden medir en la población, como tetraspaninas, fosfatidilserina o especies de ARN. Se ha propuesto que la pureza de una preparación de EV se puede estimar examinando la relación de una medición a nivel de población con respecto a otra, por ejemplo, la relación de proteína total o lípido total a partículas totales. 

### Análisis de partículas individuales
Se necesitan métodos especializados para estudiar las EV a nivel de una sola partícula. El desafío para cualquier método putativo de partícula única es identificar el EV individual como una partícula bicapa lipídica única y proporcionar información adicional como el tamaño, las proteínas de superficie o el contenido de ácido nucleico. Los métodos que se han utilizado con éxito para el análisis de un solo EV incluyen microscopía óptica y citometría de flujo (para EV grandes, generalmente> 200 nm), microscopía electrónica (sin límite inferior), imágenes de reflectancia interferométrica de una sola partícula (hasta aproximadamente 40 nm), y citometría de nano-flujo (también a 40 nm). Algunas tecnologías permiten el estudio de EV individuales sin una separación previa extensa de una matriz biológica: para dar algunos ejemplos, microscopía electrónica y citometría de flujo. 

### Marcadores enriquecidos y empobrecidos
Para demostrar la presencia de EV en una preparación, así como el agotamiento relativo de partículas o moléculas no EV, se necesitan marcadores enriquecidos y agotados en EV: Por ejemplo, las directrices MISEV2018 recomiendan: 
Al menos un marcador asociado a la membrana como evidencia de la bicapa lipídica (por ejemplo, una proteína tetraspanina)
Al menos un marcador citoplasmático, pero idealmente asociado a la membrana, para mostrar que la partícula no es simplemente un fragmento de membrana.
Al menos un marcador "negativo" o "agotado": un marcador "celular profundo", un marcador de una partícula no EV o una molécula soluble que no se cree que esté enriquecida en EV.
Por lo general, pero no necesariamente, los marcadores enriquecidos o empobrecidos en EV son proteínas que pueden detectarse mediante Western blot, ELISA, espectrometría de masas u otros métodos ampliamente disponibles. Se cree que el análisis de marcadores agotados es particularmente importante, ya que de lo contrario no se puede afirmar la pureza de una preparación de EV. Sin embargo, la mayoría de los estudios de EV anteriores a 2016 no respaldaron las afirmaciones de la presencia de EV al mostrar marcadores enriquecidos, y <5% midió la presencia de posibles coaislados/contaminantes. A pesar de la gran necesidad, la comunidad de investigación de EV aún no dispone de una lista de contaminantes de EV. Un estudio reciente sugirió la separación EV basada en gradiente de densidad de los biofluidos como una configuración experimental para compilar una lista de contaminantes para EV, basada en el análisis diferencial de fracciones enriquecidas con EV versus fracciones enriquecidas en proteínas solubles. Proteínas solubles en sangre, la proteína Tamm-Horsfall (uromodulina) en orina o proteínas del núcleo, aparato de Golgi, retículo endoplásmico o mitocondrias en células eucariotas. Estas últimas proteínas se pueden encontrar en EV grandes o de hecho en cualquier EV, pero se espera que estén menos concentradas en el EV que en la célula.

## Funciones biológicas de las EV
Se ha atribuido a las EV una amplia variedad de funciones biológicas. 
"Eliminación de basura": eliminación de materiales no deseados
Transferencia de proteínas funcionales
Transferencia de ARN funcional
Reciclaje molecular o "nutrición"
Señalización a la célula receptora a través de receptores endosomales o de superficie celular
Creación de un nicho metastásico para el cáncer.
Buscando caminos a través del medio ambiente
La detección de quórum
Mediar la interacción huésped-comensal o parásito/patógeno

## EV en enfermedad
Se cree que las EV desempeñan un papel en la propagación de diferentes enfermedades. Los estudios han demostrado que las células tumorales envían EV para enviar señales a las células residentes objetivo, lo que puede conducir a la invasión del tumor y la metástasis.
Los estudios in vitro de la enfermedad de Alzheimer han demostrado que los astrocitos que acumulan beta amiloide liberan EV que causan apoptosis neuronal. El contenido de las EV también se vio afectado por la exposición a la beta amiloide y se encontró una mayor ApoE en las EV secretados por los astrocitos expuestos a la beta amiloide.